# Ґрабовець (Ліпський повіт)
Ґрабовець (пол. Grabowiec) — село в Польщі, у гміні Жечнюв Ліпського повіту Мазовецького воєводства.
Населення — 455 осіб (2011).

## Демографія
Демографічна структура станом на 31 березня 2011 року:
|          | Загалом | Допрацездатний вік | Працездатний вік | Постпрацездатний вік |
| -------- | ------- | ------------------ | ---------------- | -------------------- |
| Чоловіки | 227     | 35                 | 169              | 23                   |
| Жінки    | 228     | 41                 | 127              | 60                   |
| Разом    | 455     | 76                 | 296              | 83                   |